# Hagåtña (rijeka)
Hagåtña je rijeka na području američkog vanjskog teritorija Guama. Hagåtña, glavni grad Guama, nalazi se na ušću rijeke, a povezana močvarna područja tvore istočnu granicu grada. Ušće rijeke je prikazano i na grbu i zastavi Guama . Rijeka je bila uglavnom paralelna s obalom, a rijeka se ulijevala u more zapadno od današnjeg Paseo de Susana i marine. Međutim, nakon razaranja američkog bombardiranja tijekom bitke 1944., američka mornarica (Seabees) preusmjerila je rijeku na njen trenutni, izravniji tok prema moru. Zbog toga ispod nekih znamenitosti kao što je španjolski most Agana više ne teče voda. Najčešća riba koja se nalazi u rijeci je istočnopacifička palamida.